# Marc Mateu
Marc Mateu Sanjuán (ur. 16 czerwca 1990 w Walencji) – hiszpański piłkarz występujący na pozycji pomocnika w CD Tenerife.